# Santa Leocádia (Chaves)
Santa Leocádia ist eine Gemeinde (Freguesia) im portugiesischen Kreis Chaves. In ihr leben 254 Einwohner (Stand 19. April 2021).